# エレックレコード
エレックレコード (ELEC RECORDS) は、1969年設立のインディペンデント・レーベル。
URCレコード、ベルウッド・レコードとともに初期フォーク系の3大レーベルのうちのひとつ。また、今日のインディーズレーベルの先駆けとされる。
吉田拓郎という大スターを輩出したことで、フォークソングの大衆化に大きな貢献を果たした。

## 歴史1

### 設立経緯
鹿児島県出身で中央大学を卒業した永野譲が、出版社「エレック社」を創業。同社はオーディオ関係の雑誌を主に扱い、『朝日ソノラマ』の単行本の編集なども請け負っていた。そのうち、大きな反響を呼んだのが『浜口庫之助の作曲入門』というソノシート付きの本で、読者から作曲に関する問い合わせが『朝日ソノラマ』に殺到した。困った『朝日ソノラマ』はエレック社に事態の打開を求め、それを引き受ける形でエレック社が作ったのが、通信教育による作曲・作詞など5つの音楽講座で、多くの入会希望者があり、中には1万人を越える講座も出た。添削指導を続けていくうち、やがて入会希望者側から優秀作品のレコード化を強く要請されるようになった。そこで大手レコード会社に掛け合ったが、反応が芳しくなく、思い付いたのがレコードの自社制作だった。レコード化のための作詞作曲コンクールを会員の中で行い、数曲を選出してレコード化することになったが、この時、話を聞きつけたのが日本音楽学院という同じギターの通信教育をやっていた会社の雇われ社長だった浅沼勇で、浅沼には立教大学の後輩で友人でもあった文化放送の人気局アナ・土居まさるを歌手として使うというアイデアがあった。レコード会社の専属制度とは無関係の土居に歌わせることは妙案であった。こうして土居のレコードを出すため1969年、永野譲を社長、浅沼勇を専務とし、永野・浅沼・土居ら5人の出資により、資本金100万円で、エレックレコードが設立された。同年設立されたキャニオン・レコードは資本金3億円。
会員の優秀作品のレコード化という話はどっかに吹っ飛び、1969年4月、土居が歌う4曲入りのコンパクト盤が第一弾としてリリースされた。これがまず通信教育の会員に配布されたが、土居がこの中の「カレンダー」を自身の番組『ハローパーティー』や『セイ!ヤング』で盛んにかけるとリスナーの間で評判を取るが、どこのレコード店にも置かれてなく、文化放送に問い合わせが殺到し、やっと問屋も扱うようになり、シングルカットした「カレンダー」は8万枚近く売り上げた。しかしエレックがマイナーレーベルだったことから問屋にナメられ、「返品があるかもしれないから売上げは支払えない、次のレコードを持って来たら払う」と言われた。しかし文化放送が職員の貸し出しを止めたため、再び土居を使うことは出来なくなった。それで浅沼がどこかの音楽教室から広島出身の女性歌手・朱由美子を連れて来て、取り敢えず2枚目のレコードを出して、前回の回収を図った。続く第三弾が沢田駿吾のマネージャーが連れて来た鹿児島出身のムード・コーラスグループ・高橋文雄・マロンファイブ。浅沼と沢田はヤマハのライトミュージックの審査員をやっていて全国を歩いていたため、全国の音楽事情に比較的精通していた。このあたりまではエレックはまだ音楽の通信教育講座がメインだった。

### 全盛期
フォークのレコード会社として大きく飛躍したのはよしだたくろう（以下、吉田拓郎）の発掘だった。全国で音楽指導をしていた浅沼が「広島フォーク村」に目を付けた。「広島フォーク村」の有力な4人を上京させ、エレックの主導で制作したのが『古い船をいま動かせるのは古い水夫じゃないだろう』で、特に吉田拓郎の才能が突出していたことから、拓郎本人に断りなく「イメージの詩／マークII」をシングルカットし、拓郎が抗議に来たタイミングで浅沼が拓郎を口説き、エレックに社員として入社させた。
順番でいえば、6番目になる拓郎のデビューシングルが、1970年5月20日にリリースされた「イメージの詩／マークII」。このキャンペーンとして拓郎が、パイオニア・ステレオのプロモーションとして機械の前座扱いで全国を歌って回った話は笑い話だが、拓郎の人気に火が付いたのは1970年11月1日にリリースされた1stアルバム『青春の詩』からで、『新譜ジャーナル』の当時の編集長・塚原稔が浅沼の雀友だった関係で、『新譜ジャーナル』が拓郎をよく取り上げ、拓郎を取り上げると部数が3倍5倍に伸びることからウインウインで拓郎の売り出しに貢献した。拓郎がエレック在籍時にリリースした『青春の詩』『よしだたくろう オン・ステージ ともだち』『人間なんて』の3枚は全て30万枚以上を売り上げる、当時のアルバムセールスとしては異例の売上げだった。
その後も泉谷しげる、ケメ（佐藤公彦）ら人気ミュージシャンのレコードをリリースし急成長。設立時は新宿四谷４丁目の喫茶店「葵」の2階、僅か15坪の事務所であったが、3年で年商20億、新宿管内では伊勢丹に次ぐ高額納税企業になった。7階建ての本社ビルを建設し、最盛期にはタレント・社員も含め、120名が在籍した。日本レコード協会にも入らず、老舗を向うに回して"一匹狼"で通し、善戦した。大手レコード会社と違って、ファンの出入りは自由で、大掃除を呼びかけると、海援隊やずうとるびのファンが大勢やってきて、家では何もやらない女の子が奮闘し、アッという間に綺麗になった。

### 倒産
しかし所属歌手に印税を払わなかったとされ、1972年以降は、拓郎、泉谷をはじめとする看板アーティストの移籍・独立が相次いだ。永野は「歌唱印税を払ってなかったのは確かだが、その代わりに給料を払い、コンサートの上がりは全額渡していたので、どっちが得かはいえない」と反論している。1972年1月には拓郎がCBSソニーに移籍し、大打撃を被った。永野は「後藤豊（後藤由多加）に焚き付けられたんだと思うけど、後藤は拓郎のマネージメントをやりたかったんだろうし、エレックはレコード会社で、プロダクションじゃないから。人間を管理して儲ける気はないから、その部分を利用されたらタレントは全部動くよ」「泉谷にしてもケメにしても人気はあったけど、レコード売上げは束になっても拓郎の半分ぐらいのセンじゃない」などと述べている。1973年には、海援隊が『風雲編』を最後にテイチクレコードへ移籍、スタッフの一人が音楽出版社を設立。1974年5月にはスタッフの一人が古井戸とともに音楽出版会社を設立。1974年10月には泉谷が『黄金狂時代』を最後にレコード会社を移籍。同年暮れ、永野が企業戦争に巻き込まれ、エレックを退社。富士自動車など27社のオーナー・柿本貞美が、荻野貞行の息子で、同じ元ボクシング選手で当時、貿易会社を経営していた荻野肇に要請し、荻野が二代目社長に就任した。荻野は資金繰りが苦しくなったのは「何時かエレックの財産になるから、とプロデューサーたちが押しまくったから」と述べている。いずれも永野時代の企画で、世界レコード史上類のない100枚一組1セット12万円のLP『宮本武蔵』は、徳川夢声一世一代の名演を収録したもので、室内装飾品としても評判を呼んだ。他にも杉本エマの歌う「エマニエル夫人」や、野坂昭如の参院選街頭演説録音盤LPなど、大手がやらないような企画を狙い、業界を驚かせた。浅沼専務は他社もうらやむ凄腕プロデューサーとして有名で、吉田拓郎や泉谷しげる、海援隊、ずうとるびらを見出したのは浅沼で、浅沼はザック担いでふらりとアメリカに出かけ、ヒッーピーコミューンに入り込んだりする変わり者だった。
1974年12月時点での所属（レコード契約）タレントは、海援隊、泉谷しげる、佐藤公彦、ずうとるび、あおい輝彦、杉本エマ、古井戸、中沢厚子、吉尾潤、北炭生、野坂昭如。
1975年7月にはケメが『遠乗りの果て』を最後にレコード会社を移籍した。
1974年12月には、URCレコードの販売を受託している。
エレックレコードは1976年7月15日、1,300万円の不渡りを出して倒産した。負債総額は12億円。エレックレコードの社員であった門谷憲二は、倒産の原因を放漫経営と分析している。「私がここまで頑張ってこれたのは、雑草のようにビシビシ鍛えられたエレック魂のおかげです」と話す丸山圭子が、エレックの倒産で、キングレコードに移籍した途端、「どうぞこのまま」の大ヒットを出す運の悪さもあった。

## 功績
日本のレコードにおけるインディーズシーンを切り開いたのは、エレックレコード、URCレコード、ベルウッド・レコードの3大レーベルのフォークであり、大規模野外コンサートの先駆けとなったのも、それらに所属したシンガーを中心としたフォークであった。黒沢進『資料 日本ポピュラー史研究　初期フォークレーベル編』（SFC音楽出版、1986年）では、永野譲（エレック）、大瀧詠一（エレック、ベルウッド）・三浦光紀（ベルウッド）、秦政明 (URC)、高田渡 (URC)、早川義夫 (URC)、岩井宏 (URC) ら、URC・ベルウッド・エレックの関係者へのインタビューが行われている。
吉田拓郎、泉谷しげるらが在籍したこともあってフォークレーベルのイメージが強く、基本のレーベル名は「エレックレコード」を通したが、多角的な展開を図るため、1973年のずうとるびデビューの際にアイドル系の「愛レーベル」を立ち上げ、あおい輝彦などを手がけた。学生時代にエレックレコードのアーティストのレコーディングに参加したCharは、あおいの1973年11月のアルバム『免許証』などにもギターとして参加している。
後期には、大瀧詠一の「ナイアガラ・レーベル」を傘下に入れた。つまり山下達郎率いるシュガー・ベイブもエレックレコード出身である。
同社の看板イベント「唄の市」コンサートは、1971年、東京都内で開催された「唄の市」旗上げ式から始まったといわれる。その後、「唄の市」コンサートを開催し、佐藤公彦、ピピ&コット、泉谷しげる、古井戸といった看板アーティストが出演して、全国展開した「唄の市」は一時、年間200本にも及んだという。同社が主催だけではなく、協力という形にして各地のグループが主催する「唄の市」コンサートも開催した。プロのアーティストとアマチュアミュージャン、ファン、顧客との交流の場でもあった。コンサートの音源の一部は、ライブ盤のレコードとして販売された。
メディア戦略としては、ラジオ関東（現・アール・エフ・ラジオ日本）のオーディション番組に同社から審査員を出し、新人を発掘。音楽雑誌やラジオ番組情報誌との連携によって新人をバックアップする体制を作り上げた。

## 歴史2

### 倒産から再建までの間
歌手の移籍先が原盤権を引き継いだ作品や、芸能事務所や歌手本人など外部が原盤権を所有しているものを除き、再発売される機会が少なかった。
また、1970年代末期から1980年代初期には歌唱者や権利者が不明のカバーソングで、エレックレコードや大映レコードなど休眠・消滅状態のレーベルを使用して発売されたものが存在し、時折オークションサイトでも取引されているが、それらの商標権の所在や発売した法人の形態などの詳細は不明である。

### 再建後
2004年、新生・エレックレコード株式会社が設立され、復刻CDのリリースや往年のイベントである「唄の市」コンサートを復活させるなどしている。
当初はバップ、ポニーキャニオン、フォーライフミュージックエンタテイメントの各社に音源を提供していたが、2013年6月よりワーナーミュージック・ジャパンの傘下レーベルの一つとして復刻版などが順次発売されるようになった。
2016年5月25日、大滝裕子・斉藤久美・吉川智子の3名からなる女性コーラスグループ「AMAZONS」の結成30周年記念アルバム『Fantastic 30』を発売。同年9月14日、Stillwater（平川学）によるスラックキーギターを応用したオリジナル曲・オリジナルアレンジのハワイアンソング『Ku’u Milimili』を発売。同年10月30日、以前のユニット「ワカバ」を経て2016年4月からソロ活動をスタートさせた亀田大のミニアルバム『おもて』を発売。同年11月2日、7人組ブラスロックバンド「Empty Black Box」(EBB) による『SEVEN'S DOOR』を発売。
2017年2月1日、大阪で活動するシンガーソングライター清水明日香の『LIFE』を発売。同年2月22日、2004年結成のダークでネガティブなイメージの楽曲を得意とするロックバンド「IKD-SJ (アイケーディーエスジェイ）」の過去に発表した楽曲のうち5曲を「全パート一発録音・ノーダビング」という異例の再レコーディングをしたミニアルバム『ラムレーズン』を発売。同年3月22日、エレックレコード内ジャズ専門レーベル「エレックジャズ」から、グラミー賞作品を手がけ、アート・ブレイキー、チェット・ベイカー等のグループで活躍したロニー・プラキシコがプロデュースした上西千波のアルバム『LOVE&PEACE|PRAYER』を発売。同年4月19日、日本のオペラ歌手である増田いずみのアルバム『夢』を発売（阿久悠作詞の未発表曲を収録）。同年4月26日、奄美大島在住のシンガーソングライター兼杜氏の西平せれなのポップ、テクノ、エスニックなど様々なジャンルが詰まったファースト・フルアルバム『メッセオアマッサ‐message or massage?-』を発売。

## 沿革
1969年
- 出版社エレック社が行っていた音楽通信教育講座の会員作品をレコード化するため、永野譲、浅沼勇らの出資によって、新宿御苑に設立。
  - 初代社長は永野譲。
- 同年4月、文化放送アナウンサー・土居まさるの歌による4曲入りコンパクト盤の市販をスタート。
- 当時、流行が始まっていたフォークソングのレコード制作に方針を決め、手始めに「広島フォーク村」のアーティストたちを抜擢。

1970年
- 4月、よしだたくろうが「イメージの詩/マークII」でデビュー。
  - その後、『青春の詩』、『よしだたくろう オン・ステージ ともだち』、『人間なんて』を発表。

1971年
- 泉谷しげるとともに音楽制作集団「サイクル・ギス」（古井戸、佐藤公彦、ピピ&コット）を率いていた門谷憲二が同社に合流。
- 10月8日、ピピ&コットがシングル「捨ててはいけないよ大切なものを / 光をください」でデビュー。
  - ピピ&コットの佐藤公彦はその後、ケメの愛称でソロ・デビューすることになる。
- 11月、泉谷しげるがライブアルバム『泉谷しげる登場』でデビュー。
- 生田敬太郎＆マックスがアルバム『この暗い時期にも』でデビュー。

1972年
- 3月、古井戸がアルバム『古井戸の世界』でデビュー。
- 10月25日、博多から上京した「海援隊」（武田鉄矢、千葉和臣、中牟田俊男）がアルバム『海援隊がゆく』でデビュー。
- 11月、丸山圭子がアルバム『そっと私は』でデビューした。
- 同年から「唄の市」コンサートの各地での開催が盛んになる。

1973年
- 5月、沖縄フォーク村の村長として活動していた佐渡山豊がアルバム『世間知らずの佐渡山豊』でデビュー。
- とみたいちろう、『TAKE1』でアルバムデビュー。

1974年
- 2月、ずうとるび、「透明人間」でレコードデビュー。
- まりちゃんズ、「ブスにもブスの生き方がある」でデビュー。
- ラジオ関東（現:アール・エフ・ラジオ日本）で1961年～1963年に放送されたラジオドラマ『宮本武蔵』（朗読：徳川夢声）のレコード（LP100枚組）を同局の開局15周年記念事業として発売する[20]。

1975年
- ニューエレックレコードに社名を変更する。
- 同年、大瀧詠一がプライベートレーベル「ナイアガラ・レーベル」を設立し、エレックと契約を結ぶ。
  - 4月25日、ナイアガラからシュガー・ベイブが「DOWN TOWN」でデビュー。
- 同年9月、山崎ハコ、『飛・び・ま・す』でアルバムデビュー。

1976年
- 2月、つボイノリオが最初にして最後のフルアルバム『ジョーズ・ヘタ』をリリース。
- 6月、倒産。

2004年
- 11月、新生・エレックレコード株式会社が再設立。

2007年
- 6月22日、absorb、『となりで』でインディーズデビュー。
- 7月6日、中沢厚子のマキシシングル「おかあさん」を発売。

2009年
- 11月28日、35年ぶりに「エレック唄の市2009」を九段会館大ホールにて開催。泉谷しげる、加奈崎芳太郎（古井戸）、生田敬太郎、佐藤公彦（ケメ）、Char、中西康晴、浦沢直樹、和久井光司バンド、ザ・アウトロウズが出演。

2008年
- 2月13日、ザ・アウトロウズのサードアルバム「春夏秋冬」発売。
- 11月19日、ザ・アウトロウズ3曲入りCD『一本道』発売。

2011年
- 3月16日、さまざまなアーティストのエレック在籍時音源を集めたゴールデン☆ベスト を順次発売（提携販売先＝ポニーキャニオン）。

2014年
- 2月26日、ゴールデン☆ベストを順次再発売（発売元=ワーナーミュージック・ジャパン）。

2016年
- 5月25日、AMAZONS『Fantastic 30』(ELFA-1601)発売。
- 9月14日、Stillwater（平川学）『Ku’u Milimili』(ELFA-1602)発売。
- 10月30日、亀田大『おもて』（ELFA-1605）発売。
- 11月2日、Empty Black Box『SEVEN’S DOOR』(ELFA-1604)発売。

2017年
- 2月1日、清水明日香『LIFE』(ELFA-1607)発売。
- 2月22日、IKD-SJ『ラムレーズン』(ELFA-1603)発売。
- 3月22日、上西千波『LOVE&PEACE|PRAYER』(EJFA-001)発売。
- 4月19日、増田いずみ『夢』(ELFA-1708)発売。
- 4月26日、西平せれな『メッセオアマッサ-message or massage？-』(ELFA-1709)発売。

## 復刻版CD
フォーライフ・レコードが1978年からLPとして、1989年から1995年にCDとして一部アルバムを復刻したが、ジャケットはオリジナルと異なっていた。その他の音源は、倒産前後に所属のみならず旧譜の販売権ごと移籍した歌手の一部音源以外は長く封印されていたが、1998年にフォーライフ・レコードがエレック復刻計画として一部アーティストのベストアルバムである『BEST～エレック・イヤーズ～』シリーズやオムニバス盤の『エレック・アンソロジー』、『歌の市〜エレック・ライブ選集』を発売。
その後のリリースは途絶えたが、2004年に新生エレックレコードが設立されると、完全復刻プロジェクトが始まった。当時のアナログ・ジャケットのミニチュア・レプリカによる完全再現を実現する予定。2005年から2007年まで、バップと提携した「エレックレコード200完全復刻プロジェクト」が続けられ、多くのタイトルが紙ジャケット（ライナーノーツ、帯完全版）入りのCDというかたちで発売された。2008年1月からジェネオンエンタテインメントが90タイトルの予定で復刻CDをリリースしはじめたが、9タイトルにとどまった。2008年末から2009年にかけて、ポニーキャニオンを提携先として、「エレックレコード・URCレコード復刻プロジェクト2009」が取り組まれた。その後2013年6月以降より提携先をポニーキャニオンからワーナーミュージック・ジャパンに変更し、現在に至っている。

### 完全復刻プロジェクト（提携先：バップ、2005年 - 2007年）
すべて復刻紙ジャケ仕様（帯、ライナーノーツ含む）でリリースされた。
復刻プロジェクト第1期[発動編]
- 2005年12月21日、佐藤公彦（ケメ）「ケメオンステージ第1集」、吉田拓郎「よしだたくろう　オンステージ!! ともだち」、オムニバス「野音唄の市」、「唄の市第一集」「豊田勇造・長野隆」、ムッシュ「さよならコンサート（ライブ）」、「佐渡山豊/沖縄フォーク村」、ずうとるび「ファーストライブ」、古井戸「ライブ」。
- 2006年1月25日、中沢厚子「ファーストアルバム」、生田敬太郎「この暗い時期にも」「風の架け橋」「24+37」、とみたいちろう「TAKE1 テイクワン」、ピピ&コット「4人はハーモニー」、土居まさる「幻の大リサイタル」、山崎ハコ「綱渡り」。
- 2006年2月22日、オムニバス「エレックシングルコレクション喜怒哀楽」、古井戸「ぽえじー」、「オレンジ色のすけっち」、「古井戸の世界」をリリース。

復刻プロジェクト第2期[疾走編]
- 2006年3月24日、オムニバス「エレックシングルコレクション抱腹絶倒」。
- 2006年4月26日、丸山圭子「そっと私は」、オムニバス「流行歌（はやりうた）傑作集」、レモンパイ「旅のスケッチ 〜愛と冒険の旅〜」、ずうとるび「恋の夜行列車 〜愛と冒険の旅〜」「ずうとるびフォース 愉快な仲間たち どりーむらんど」「ずうとるびサード 恋があぶない」「ずうとるびセカンド みかん色の恋」など。
- 2006年5月24日、秋吉久美子「秋吉久美子」、ムッシュ「伝言板」、まりちゃんズ「お買得」、つボイノリオ「ジョーズ・ヘタ」など。
- 2006年6月21日、海援隊「望郷篇」「海援隊がゆく」、佐藤公彦（ケメ）「千羽鶴」「keme VOL.1 午後のふれあい」「keme VOL.2 明日天気になあれ」、泉谷しげる「光と影」「地球はお祭りさわぎ」他。

復刻プロジェクト第3期[動乱編]
- 2006年7月26日、海援隊「風雲篇」、佐藤公彦（ケメ）「片便り」、西岡たかし/泉谷しげる「ともだち始め」、泉谷しげる「黄金狂時代」など。
- 2006年8月23日、佐渡山豊「仁義」「世間知らずの佐渡山豊」、佐藤公彦（ケメ）「Keme VOL.5愛そして卒業」「羊は山に」以後、2007年まで、続行。

### 「エレックレコード・URCレコード復刻プロジェクト2009」（提携先：ポニーキャニオン、2008年 - 2009年）
後述する「ゴールデン☆ベスト」シリーズを除き、すべて高音質仕様（HQCD）でリリースされた。
- 2008年12月17日、「泉谷しげる登場」「地球はお祭り騒ぎ」「光と影」「黄金狂時代」、オムニバス「唄の市第一集」、古井戸「古井戸の世界」、つボイノリオ「ジョーズ・ヘタ」。
- 2009年2月18日、「よしだたくろうオンステージ」吉田拓郎　古井戸「オレンジ色のスケッチ」「ぽえじー」「古井戸ライブ（2枚組）」「四季の詩」、まりちゃんズ「三巴狂歌」「お買得」、オムニバス「野音唄の市」。
- 2009年5月20日、山崎ハコ「飛びます」「綱渡り」、西岡たかし・泉谷しげる「ともだち始め」泉谷しげる「泉谷しげるライブサブトータル 2枚組」

### 「エレックレコードのカタログをワーナーミュージック・ジャパンより再発」（2013年）
1969年に設立され、吉田拓郎、泉谷しげる、古井戸、海援隊といったアーティストの作品を中心に世に送ったレーベル、エレックレコードの作品をワーナーミュージック・ジャパンより再発しました。
2013年6月26日発売
- 吉田拓郎 / よしだたくろう･オン･ステージ!! ともだち
- 海援隊 / 望郷篇
- 泉谷しげる / 地球はお祭りさわぎ
- 泉谷しげる / 光と影
- 泉谷しげる / 黄金狂時代
- 泉谷しげる / 泉谷しげるライブ サブ･トータル
- 西岡たかし＋泉谷しげる / ともだち始め
- 古井戸 / 古井戸の世界
- 古井戸 / オレンジ色のすけっち
- 古井戸 / ぽえじー
- 古井戸 / vol.4 四季の詩
- 古井戸 / 古井戸ライブ
- 山崎ハコ / 飛･び･ま･す
- 山崎ハコ / 綱渡り
- つボイノリオ / ジョーズ･ヘタ
- Various Artists / 唄の市 第一集
- Various Artists / 野音唄の市 【エレック総動員】
- Various Artists / 唄の市 沖縄フォーク村
- Various Artists / エレック･コミックソングコレクション 抱腹絶倒

2013年10月23日発売
- 佐藤公彦 / Keme VOL.1 午後のふれあい
- 佐藤公彦 / Keme VOL.2 明日天気になあれ
- 佐藤公彦 / Keme VOL.3 千羽鶴
- 佐藤公彦 / Keme VOL.4 時が示すもの
- 佐藤公彦 / Keme VOL.5 愛そして卒業
- 佐藤公彦 / 片便り
- 佐藤公彦 / 羊は山に/佐藤公彦ライブ
- 丸山圭子 / そっと私は
- 中沢厚子 / 中沢厚子ファースト･アルバム あなたが母を愛したようにあなたが父を愛したように
- 秋吉久美子 / 秋吉久美子

2013年11月20日発売
- ピピ＆コット / 4人はハーモニー
- 生田敬太郎 / この暗い時期にも
- 生田敬太郎 / 24+37
- 生田敬太郎 / 風の架け橋
- まりちゃんズ / 三巴狂歌
- 佐渡山豊 / 世間知らずの佐渡山豊
- とみたいちろう / TAKE1
- とみたいちろう / Step To My Way
- Various Artists / 唄の市 番外編II
- Various Artists / 唄の市 番外編III

## 同社から作品をリリースした主なアーティスト

### 1969〜1976年
- 吉田拓郎
- 泉谷しげる
- 佐藤公彦
- よしだよしこ
- 古井戸
- なぎら健壱
- ずうとるび
- あおい輝彦
- 秋吉久美子
- 生田敬太郎
- 永六輔
- 小沢昭一
- 海援隊
- 小室等と六文銭
- 佐渡山豊
- つボイノリオ
- 土居まさる
- 豊田勇造
- 長野隆
- 中沢厚子
- 野坂昭如
- 早野凡平
- ピピ&コット
- まりちゃんズ
- 丸山圭子
- 美輪明宏
- 山崎ハコ
- 四季
- 竜とかおる
- Belle
- レモンパイ
- ザ・ムッシュ
- 村八分
- シュガー・ベイブ
- 杉本エマ

### 2004年〜
- absorb
- 中沢厚子
- ザ・アウトロウズ
- AMAZONS
- Stillwater（平川学）
- 亀田大
- Empty Black Box
- 清水明日香
- IKD-SJ
- 上西千波
- 増田いずみ
- 西平せれな
- 亀井登志夫